# Halloween Is Grinch Night
Halloween Is Grinch Night é um especial de animação feito para a televisão. Foi transmitido a primeira vez em 29 de outubro de 1977, nos EUA, pela ABC.
Tem como protagonista o Grinch, o mesmo personagem interpretado por Jim Carrey no cinema.
Ganhou um Prêmio Emmy, em 1977.
Um especial escrito pelo Dr. Seuss e produzido pela DePatie-Freleng Enterprises, produtora de animações famosa pelos desenhos da A Pantera Cor-de-rosa, Bombom e Maumau e O Poderoso Cachorrão, entre outros.